# Start Anew
 (octobre 2021).
Singles de Janet Jackson
Two to the Power of Love
(1984) What Have You Done for Me Lately
(1986)
Start Anew est un single de Janet Jackson. Cette chanson a été enregistrée pour l'album Dream Street mais n'a pas été prise pour l'album. Quand Jimmy Jam & Terry Lewis, les producteurs de l'album Control, ont entendu cette chanson, ils ont pensé qu'il pouvait la prendre pour Control.'
Start Anew est sortie seulement dans une édition Japonaise limité de l'album, et est sorti en single 45 tours uniquement au Japon, en 1985, en faisant un "petit" single juste avant le tube What Have You Done for Me Lately. Start Anew est aussi inclus sur les pressing original de l'album Control. Janet n'a jamais exécuté cette chanson en live. Le single Start Anew contient en face B Hold Back the Tears (chanson de l'album Dream Street).

## Liste des titres
Japon 7" single
1. Start Anew
2. Hold Back the Tears

Japon 12" single
1. Start Anew
2. Start Anew (Extended version)

Version officielle / remixes
- Single Version (4:16)
- Extended Version (6:13)